# Велика Кладуша
Велика Кладуша (на босненски: Velika Kladuša) е град и община в северозападна Босна и Херцеговина в Унско-сански кантон близо до границата с Хърватия.
През 2013 г. градът наброява 5009 жители, а в цялата община – 44 770 души